# Diogo Leite
Pour le footballeur portugais, voir Diogo Leite (football).
Pour les articles homonymes, voir Leite.
Diogo Leite fut un navigateur portugais du XVIe siècle. Entre 1526 et 1529, Diogo commanda une caravelle de la flotte de Cristóvão Jacques, qui avait pour mission d'empêcher le commerce des Français sur les côtes du Brésil.

## Biographie
Entre 1530 et 1532, il commanda aussi une caravelle de la flotte de Martim Afonso de Sousa avec pour mission d'explorer la côte du Brésil.
Plus tard, il eut sous son commandement deux caravelles qui parvinrent à arriver au Rio Gurupi, au Maranhão.